# Денсборн
Денсборн (нім. Densborn) — громада в Німеччині, розташована в землі Рейнланд-Пфальц. Входить до складу району Вульканайфель. Складова частина об'єднання громад Герольштайн.
Площа — 14,42 км2. Населення становить 515 ос. (станом на 31 грудня 2020).

## Галерея

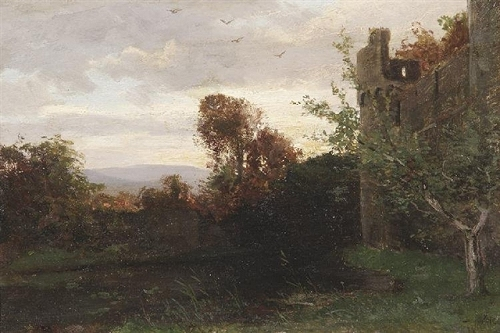